# VMware
VMware, Inc（ヴイエムウェア）は、1998年に設立されたアメリカカリフォルニア州パロアルトに本拠を置くクラウドコンピューティングと仮想化の IT 企業だが、2023年にブロードコムに買収された後はブロードコムの製品ブランド名である。
買収前には IT の仮想化市場において世界一のシェアを誇る製品やサービスを開発・販売し、2013年時点のソフトウェアベンダーでも世界第5位の売上高であった。
近年は､クロスクラウドを推進し､「マルチクラウドの優位性と、分散化による複雑化/サイロ化をトレードオフにしないクロスクラウド基盤」を実現するためのサービスに注力して開発や提供を行っている｡

## 概要
VMware 社 (VMware Inc.) は1998年にアメリカで設立。2004年1月に EMC コーポレーション (現：Dell Technologies) 傘下になり、2007年8月にニューヨーク証券取引所で株式公開。2021年11月に Dell Technologies から分離して独立した企業となる。日本法人であるヴイエムウェア株式会社 (VMware K.K.、現・VMware株式会社) は2003年に設立された。
1999年、世界で初めて x86 仮想化のソフトウェアを提供した企業である。以降、x86 が標準的な技術となると、シェアを急速に拡大した。現代の業務用 IT システム環境では、サーバーやクライアント (OS・アプリケーション)、ネットワーク、クラウドなどを仮想化することが一般的となっているが、その仮想環境を構築する際のデファクトスタンダードとして用いられるのが VMware 製品群である。IT 基盤製品が中心であるためシステムの画面には存在が表れず、システム利用者が直接 VMware 製品を目にするケースは少ないものの、日本においてもほぼ全ての企業の IT システムで採用されている。
現代の IT システム環境において、VMware 製品群は非常に幅広い形で利用されている。オンプレミスで構成するプライベートクラウドだけでなくパブリッククラウドへの対応も進んでおり、VMware Cloud on AWS、Azure VMware Solution などを例として、パブリッククラウド上に VMware 製品群を乗せた形でサービスとして利用することも可能になった。パブリッククラウド・オンプレミス併用環境やマルチパブリッククラウド環境においても、複数の環境を統一した形でシンプルにシステムの運用性や可搬性、可用性を確保することが容易となる。特定パブリッククラウドサービスの障害や終了、サービスや料金の改定への対策やリスクヘッジを図ることができるのも大きな導入メリットである。さらに、オンプレミスからパブリッククラウドへの移行にあたっては、移行元および移行先どちらの環境も同じ VMware 環境で構成できるため、オンプレミスで利用しているアプリケーションの改修が必要無くクラウドサービスに移行（および回帰）でき、あらゆるクラウド移行リスクを大幅に低減することができる。
一方で、クラウド上で利用する形だけでなく、Microsoft Azure、ニフクラ（旧：ニフティクラウド）などを例として、クラウドサービスの構築やサービスの基盤としても VMware 製品群が多く用いられている。
主要なサービスとしては、クラウドコンピューティングの VMware Cloud on AWS や、クラウドディザスタリカバリの VMware Cloud Disaster Recovery、他社提供となるが、Azure VMware Solution、Google Cloud VMware Engine など。製品としては、サーバー仮想化の vSphere、ストレージ仮想化の vSAN、運用管理の vRealize、ネットワーク仮想化の NSX、デバイス管理/制御（MDM）・統合ワークスペースの Workspace ONE（AirWatch・Identity Manager）、デスクトップ仮想化の Horizon、エンドポイント検出応答（Endpoint Detection and Response）の Carbon Black など。

## 名称
米国本社の企業名は「VMware, Inc.」、日本法人の企業名は「VMware株式会社 (VMware K.K.) 」（2023年末までは「ヴィエムウェア株式会社」）である。製品名は同社の名を冠した「VMware vSphere」や「VMware NSX」、運用管理系製品の場合「VMware vRealize （製品名）」などである。
社名の表記について、先頭の VM が大文字、それに続く ware が小文字となる。「VMWare」や「Vmware」といった表記は誤りである。ただし会社ロゴについては全て小文字での表記となる。

## 歴史
- 1998年 VMware Inc. 設立
- 1999年 VMware Workstation を発売
- 2001年 VMware ESX Server をリリース
- 2003年 日本法人 ヴイエムウェア株式会社 設立
- 2004年 EMC Inc. (現：Dell EMC) がVMware, Inc. を買収
- 2006年 VMware Infrastructure 3 をリリース、日本でのプロフェッショナル サービス[5]（設計支援サービス[6]、運用支援サービス[7]、問合せ対応サービス）、教育サービス[8]提供開始
- 2007年 西日本オフィス設立
- 2008年 VMware Horizon View（旧：VMware VDM）をリリース
- 2009年 VMware vSphere 4 をリリース
- 2011年 VMware vSphere 5 をリリース
- 2012年 VMware vCloud suite をリリース、中部オフィス・九州オフィス設立
- 2013年 VMware Horizon Suite をリリース、VMware Virtual SAN をリリース
- 2013年 VMware NSX をリリース
- 2014年 AirWatch（Enpterprise Mobile Management 製品）を買収
- 2015年 VMware vSphere 6 をリリース、Google と企業向けパブリック クラウドでの協業を発表
- 2016年 Dell Inc. が EMC Inc. (現：Dell EMC) を買収し、VMware Inc. はこの買収に伴い誕生した Dell Technologies Inc. の傘下となる。[9]
- 2017年 VMware Cloud on AWS 提供開始、VMware Horizon Cloud on Microsoft Azure 提供開始
- 2018年 VMware Cloud on AWS 日本（東京）での提供開始、VMware Horizon Cloud on Microsoft Azure 日本での提供開始｡三木会長が東京オリンピックのチーフ・テクノロジー・イノベーション・オフィサーに選出[10]
- 2019年 Carbon Black・Avi Networks を買収、VMware Tanzu ポートフォリオを発表
- 2020年 VMware vSphere 7 をリリース、VMworld 2020 Japan をオンラインイベントとして開催、VMware Cloud Disaster Recovery、Azure VMware Solution を提供開始
- 2021年 日本の本社オフィスが浜松町から田町に移転、VMware Cloud on AWS の大阪リージョンが提供開始、Dell Technologies Inc. 傘下からスピンオフし独立化[11]
- 2022年5月26日 Broadcom が約610億ドル（約7兆7400億円）で買収すると発表、Broadcom のソフトウェア部門が VMware に再ブランド化される[12][13][14]
- 2023年11月22日 買収が完了しBroadcom傘下となった[15][16]。元VMwareの多数の社員に対してレイオフが行われた[17][18]。
- 2024年1月、膨大な製品を廃しVMware Cloud FoundationとVMware vSphere の2つに集約、それらに対する4つのバンドルエディションを設定し、新規顧客に対する永続ライセンスの廃止を発表。[19]。
- 2024年5月13日（日本時間5月14日）、個人ユーザーにおけるWindows/Linux専用のVMware Workstation Pro、およびMac専用のVMware Fusion Pro for Macの無償化に伴い、Windows/Linux専用のVMware Workstation Pro Player、およびMac専用のVMware Fusion Pro Player for Macの配布がそれぞれ終了。なお、当ソフトウェアをダウンロードする場合はブロードコムへのログインに必要なユーザーアカウント必要となる（ただし、これまでのVMwareのユーザーアカウントは利用不可）。
- 2024年11月11日、Windows/Linux用のWorkstation Pro、Mac用のFusion Proが商用、教育、個人ユーザーを問わず、すべてのユーザーに無料で提供されるようになった。[20]。有料版に含まれていた全ての機能が引き続き利用可能。

## 主な製品
多数の製品があり、2024年7月時点の主なラインナップは以下の通り。
- ハイブリッド クラウド & データセンター インフラ サービス
  - VMware Cloud on AWS（VMC on AWS）
  - VMware Cloud Disaster Recovery（VCDR）
  - Azure VMware Solution（AVS、Microsoft が提供するサービス）
  - Google Cloud VMware Engin（GCVE、Google が提供するサービス）
  - Oracle Cloud VMware Solution（OCVS、Oracle が提供するサービス）
  - HCX Technologies
- ネットワーク & セキュリティ サービス
  - AppDefense
  - Network Insight
  - NSX Cloud
- クラウド運用サービス
  - Cost Insight
  - Discovery
- クラウド管理サービス
  - クラウド管理プラットフォーム
  - vRealize Suite
- クラウド ネイティブ アプリケーション サービス
  - Pivotal Container Service
- デジタル ワークスペース & デスクトップ サービス
  - Workspace ONE
  - AirWatch
  - Horizon Cloud
- アプリケーション管理サービス
  - Wavefront by VMware
- SDDC プラットフォーム
  - Cloud Foundation
- データセンターとクラウド インフラストラクチャ
  - vCenter Server
  - vSphere
  - VMware Cloud Foundation（VCF）
  - vSphere with Operations Management
- ネットワークとセキュリティ
  - NSX（NSX-V、NSX-T）
  - AppDefense
  - vRealize Network Insight
- ストレージと可用性
  - vSAN
  - Site Recovery Manager
- ハイパー コンバージド インフラストラクチャ
  - ハイパー コンバージド インフラストラクチャ ソフトウェア
  - vSAN ReadyNode
- クラウド管理プラットフォーム
  - vRealize Suite
  - vRealize Automation
  - vRealize Business for Cloud
  - vRealize Operations
  - vCloud Suite
  - VMware Integrated OpenStack
- ネットワーク機能の仮想化
  - vCloud NFV
  - VMware Integrated OpenStack Carrier Edition
- IoT
  - Pulse IoT Center
- デジタル ワークスペース
  - Workspace ONE
  - Workspace ONE App Express
- 仮想デスクトップとアプリケーションの仮想化
  - Horizon
  - Horizon Apps
  - Horizon Cloud
  - App Volumes
- エンタープライズ モビリティ管理
  - AirWatch
- パーソナル デスクトップ
  - Horizon FLEX
  - Workstation Pro
  - Fusion Pro for Mac
- 無償の製品
  - vSphere Hypervisor
  - vCenter Converter
  - Software Manager
  - Workstation Pro（フリーウェア、2024年12月17日リリースのバージョン17.6.2・ビルド24409262以降より）
  - Fusion Pro for Mac（フリーウェア、2024年12月17日リリースのバージョン13.6.2・ビルド24409261以降より）

## 製品シェア
2013年時点で、全世界で Fortune 100の全ての企業を含む400,000社以上で採用されており、仮想化製品のスタンダードとして世界中で広く使われている。国内では日経225の93%を含む7,000社以上の企業で採用。世界第5位のソフトウェアベンダーでもある。

## 資格
VCA(VMware Certified Associate)、VCP(VMware Certified Professional)、VCAP(VMware Certified Advanced Professional)、VCIX(VMware Cetrtified Implementation Expert)とランク分けされ、後者になるほど難易度が高く、各製品分野や製品バージョン毎に提供されている。日本国内の技術者の場合は日本語での受験が原則可能な VCP の取得を目指すことが多い。VCAP は英語での試験で、Deploy 試験に関しては実環境操作となり難易度が高いため、VCP 取得者の中でも VCAP 取得率は3%以下といわれている。資格の有効期限については VCP に対して取得より2年間となっていたが、2019年に有効期限が撤廃され、すべての資格で無期限となった。既に期限切れで失効していた場合も、ロールバックして再度有効となる。また各資格の取得に向けた教育サービスが提供されている。